# Salem Al-Hajri
Salem Ali Salem al-Hajri (arab. سالم الهاجري; ur. 10 kwietnia 1996) – katarski piłkarz grający na pozycji pomocnika w klubie Al Sadd oraz reprezentacji Kataru. W juniorskiej karierze występował również w KAS Eupen. Zdobył z drużyną złoty medal na Pucharze Azji 2019. Został również powołany na Copa América 2019.